# Classe ATC A14
La classe ATC A14, dénommée « Agents anabolisants (usage systémique) », est un sous-groupe thérapeutique de la classification anatomique, thérapeutique et chimique, développée par l'OMS pour classer les médicaments et autres produits médicaux. La classe ATC vétérinaire correspondante dans la classification ATCvet est QA14. Le sous-groupe présenté ici est celui établi par l'OMS, et peut donc différer des versions dérivées utilisées dans certains pays. Il fait partie du groupe anatomique A de la classification, intitulé « Système digestif et métabolisme ».

## A14AStéroïdes anabolisants

### A14AA Dérivés de l'androstane
A14AA01 Androstanolone
A14AA02 Stanozolol
A14AA03 Métandiénone
A14AA04 Méténolone
A14AA05 Oxymétholone
A14AA06 Quinbolone
A14AA07 Prastérone
A14AA08 Oxandrolone
A14AA09 Noréthandrolone

### A14AB Dérivés de l'estrane
A14AB01 Nandrolone
A14AB02 Éthylestrénol
A14AB03 Cipionate d'oxabolone

## A14B Autres agents anabolisants
Groupe vide